# The Frames
The Frames é uma banda irlandesa sediada em Dublin. Fundada em 1990 por Glen Hansard, a banda foi influente no cenário da música rock de Dublin.

## História
A banda começou em 1990 em Dublin, e foi fundamental para o desenvolvimento de muitas bandas de rock irlandesas emergentes da época, incluindo Turn. Eles também fizeram turnê junto com outros artistas irlandeses. Em dezembro de 2004, Hansard apareceu no palco para colaborar com Paddy Casey e The Dublin Gospel Choir. Em 2007, os Frames fizeram uma turnê pela Austrália e Nova Zelândia como apoio a Bob Dylan.
O nome The Frames surgiu do hábito de Hansard de consertar bicicletas de seus amigos. O grande número de quadros de bicicleta espalhados pela casa levou os vizinhos a chamá-lo de "casa com os quadros" ("house with the frames", em inglês). Em uma entrevista de 2001, Hansard disse: "Eu trabalhei em uma loja de bicicletas por um tempo, mas o nome veio de ... meu quintal, que estava tão cheio de quadros, que minha casa ficou conhecida como the frames house, para desgosto da minha mãe, ela odiava."
A banda teve muitos membros ao longo dos anos, alguns dos quais também foram, ou mais tarde se tornaram, membros de outras bandas de rock de Dublin. Colm Mac Con Iomaire e Dave Odlum foram ambos membros fundadores do grupo folclórico Kíla. Graham Downey, filho do baterista do Thin Lizzy Brian Downey, tocou baixo para a banda entre 1993 e 1996.
Os Frames sempre colaboraram estreitamente com outros grupos que surgiram dos artistas de rua na Grafton Street, Dublin, onde Hansard iniciou sua carreira musical. Entre esses grupos estavam os mencionados Kíla e Mic Christopher. Quando Christopher morreu em 2001, Hansard e sua banda estavam fortemente envolvidos na organização do show do Skylarkin' para comemorar sua vida e lançar o álbum. Os Frames ainda ocasionalmente tocam as músicas de Mic - principalmente "Heyday" - como uma homenagem.
A banda também é conhecida por intercalar trechos de músicas de outros artistas como forma de homenagem; exemplos notáveis são "Redemption Song", de Bob Marley, "Ring of Fire", de Johnny Cash, "Lilac Wine", de James Shelton (popularizado por Jeff Buckley / Elkie Brooks) e "Pure Imagination", de Willy Wonka & the Chocolate Factory.
Em 2007, a banda era composta por Glen Hansard, Joe Doyle, Colm Mac Con Iomaire, Rob Bochnik e Johnny Boyle. Várias pessoas tocaram bateria durante 2003 e 2004, incluindo Graham Hopkins, que tocou Dance the Devil, Burn the Maps e o último álbum da banda, The Cost. Em uma versão do álbum Fitzcarraldo, a banda usou o nome The Frames DC, para evitar confusão com uma banda americana.
A banda lançou seu sexto álbum de estúdio, The Cost, em 22 de setembro de 2006. Eles apareceram no setlist do Lollapalooza 2006 apenas 12 dias depois.
A música da banda "Dream Awake" foi usada no episódio piloto de Life, da NBC. Além disso,  "Finally" foi destaque no 11º episódio da série, quando o personagem-título colheu as recompensas do trabalho de detetive que ele vinha fazendo durante toda a temporada. No entanto, uma música diferente é usada na versão do episódio no nbc.com. A música da banda "Seven Day Mile" foi usada na estreia da sexta temporada da série House, da Fox.
O ex-baixista da banda, John Carney, agora é diretor de cinema, mais conhecido por escrever e dirigir o filme Once, estrelado por Hansard, que escreveu grande parte das músicas para o filme. Hansard e Marketa Irglova ganharam o Oscar de Melhor Canção Original por "Falling Slowly" de Once.
Em 13 de maio de 2008, a loja iTunes dos EUA lançou uma Edição Deluxe do The Cost. Esta edição incluiu três músicas extras - "The Blood", "No More I Love Yous" e "This Low". Também incluiu os videoclipes de "Falling Slowly", "Sad Songs" e "The Side You Never Get To See".
No final de 2009, a banda apareceu no álbum da The Swell Season, Strict Joy. Em 24 de março de 2010, a banda anunciou seu primeiro show em três anos no Electric Picnic para comemorar seu 20º aniversário.
A música "Rise" do álbum The Cost foi apresentada no final da terceira temporada, episódio 13 da série "Castle" da ABC.
Em 1 de dezembro de 2012, a banda anunciou que o documentário In The Deep Shade seria lançado em 2013. O filme, que registrou sua turnê de 20 anos em 2010, foi filmado por Conor Masterson.
Desde que chegou ao estrelato após 'Once' e sua vitória no Oscar, Hansard tocou principalmente em shows solo (muitas vezes com vários membros dos Frames) nos últimos anos. Os Frames continuaram a tocar alguns shows; em junho de 2014, eles tocaram no Whelan's em homenagem ao seu 25º aniversário, surpreendendo o público ao comprar todas as suas bebidas. Os donos do local haviam emprestado dinheiro à banda nos anos 90 para permitir que gravassem Fitzcarraldo.

## Membros
- Glen Hansard: vocais, guitarra (1990 - presente)
- Colm Mac Con Iomaire: teclados, vocais, violino (1990 - presente)
- Joe Doyle: baixo, voz (1996-presente)
- Rob Bochnik: guitarra, vocais (2002 – presente)
- Graham Hopkins: bateria, backing vocal (2008-presente)

### Ex-Membros
- Noreen O'Donnell: (1990-1996) (vocais)
- Dave Odlum: (1990–2002) (guitarra, Odlum posteriormente co-produziu o álbum Burn the Maps com Bochnik)
- Paul Brennan (Binzer): (1990-1998) (bateria, percussão)
- Dave Hingerty: (1998–2003) (bateria, percussão)
- John Carney: (1990–1993) (baixo, voz)
- Graham Downey: (1993–1996) (baixo)
- Johnny Boyle (2003–2008) (bateria)

## Discografia
- Another Love Song (1991)
- Fitzcarraldo (1995)
- Dance the Devil (1999)
- For the Birds (2001)
- Burn the Maps (2004)
- The Cost (2006)
- Longitude (2015)

### Singles e EPs
- "The Dancer" (1991)
- "Masquerade" (1992)
- Turn on Your Record Player EP (1992)
- Picture of Love (1993)
- Angel at My Table (1994)
- "Revelate" (1995)
- "Monument" (1996)
- I am the Magic Hand (15 de fevereiro de 1999)
- Pavement Tune (1999)
- Rent Day Blues EP (1999)
- Come on Up to the House
- Lay Me Down (2001)
- Headlong (2002)
- The Roads Outgrown EP (2003)
- "Fake" (12 de setembro de 2003)
- "Finally" (20 de agosto de 2004)
- "Sideways Down" (28 January 2005)
- "Happy" (para rádio apenas – 2005)
- "Falling Slowly/No More I Love Yous" (1 de setembro de 2006)